# Svenska E-sportförbundet
Svenska E-sportförbundet samlar de människor och föreningar som är intresserade av att bedriva e-sport på ett mer strukturerat och tävlingsinriktat sätt. Förbundet startade 2016 för att särskilja sig från Sverok som fokuserade mer på e-sport som rekreation och kulturutövning och med det uttalade syftet att göra e-sporten till en del av Riksidrottsförbundet. Svenska E-sportförbundet har 15 246 medlemmar i 36 föreningar över hela landet som utövar e-sport.
Svenska e-sportförbundet samarbetar med Sverok – spelhobbyförbundet och söker aktivt medlemskap i Sveriges Riksidrottsförbund (RF) där de skickade in en ansökan om medlemskap 2017.
Den 28 maj 2023 röstades Svenska E-sportförbundet in som medlem i Sveriges riksidrottsförbund.

## Syfte
Svenska E-sportförbundet har till uppgift att främja och administrera e-sporten i Sverige på sådant sätt att den står i överensstämmelse med idrottens mål och Riksidrottsförbundets stadgar.
- Förbundet skall vara en sammanslutning av de ideella föreningar i vilkas verksamhet ingår att bedriva e-sport i tävlings- och/eller motionsform.
- Förbundet skall arbeta för att öka insikten om att e-sport är idrott.
- Förbundet skall företräda e-sporten i Sverige och utomlands

Svenska e-sportförbundet ska också arbeta för att skapa en välkomnande och inkluderande miljö i enlighet med Svensk e-sports code of conduct.

## Förbundets historia
Förbundet grundades av Alexander Hallberg, Tjarls Metzmaa, Sam Schönbeck, Johan Groth och Christer Pettersson den 27 september 2016. Hallberg, Metzmaa och Schönbeck utgjorde förbundets första styrelse. 

### Förbundsordförande genom tiderna
- Alexander Hallberg 2016–2018
- Max Horttanainen 2018-2020
- Sammi Kaidi 2020-

## Organisation
Svenska E-sportförbundet består av ca 15 fristående medlemsföreningar, vilka sammanlagt har ca 15 000 föreningsmedlemmar.
Organisationen styrs av en styrelse som inom förbundet kallas förbundsstyrelsen och förkortas oftast till FS. Till detta kommer även ett antal arbetsgrupper som jobbar på ideell basis på uppdrag av FS.